# Buglossoides goulandriorum
Buglossoides goulandriorum là loài thực vật có hoa trong họ Mồ hôi. Loài này được (Rech.f.) Govaerts mô tả khoa học đầu tiên năm 1996.